# Apeirotop
Un apeirotop sau politop infinit este generalizarea unui politop care are un număr infinit de fețe.

## Definiție

### Apeirotop abstract
Un 𝘯-politop abstract⁠(d) este o mulțime parțial ordonată⁠(d) P (ale cărei elemente se numesc fețe) astfel încât P conține fețele de cel mai mic și cel mai mare rang, fiecare submulțime maximă total ordonată (numită steag) conține exact n + 2 fețe, P este tare conex și există exact două fețe care se află strict între a și b, care sunt două fețe ale căror ranguri diferă cu doi. Un poliop abstract s numește apeirotop abstract dacă are un număr infinit de fețe.
Un politop abstract este regulat dacă grupul său de automorfisme Γ(P) acționează tranzitiv pe toate steagurile lui P.

## Clasificare
Există două clase principale de apeirotopuri:
- faguri n-dimensionali, care umplu complet spațiul n-dimensional;
- apeirotopuri nealiniate, cuprinzând varietăți n-dimensionale din spații cu dimensiuni superioare.

### Faguri
În general, un fagure n-dimensional este un exemplu infinit de politop în spațiul (n+1)-dimensional.
Pavarea planului și împachetările spațiale compacte ale poliedrelor sunt exemple de faguri în două, respectiv trei dimensiuni.
O dreaptă împărțită în infinit de multe segmente finite este un exemplu de apeirogon.

### Apeirotopuri nealiniate

#### Apeirogoane necoliniare
Un apeirogon necoliniar bidimensional formează în plan o linie în zigzag. Dacă zigzagul este uniform și simetric, atunci apeirogonul este regulat.
Apeirogoanele necoliniare pot fi construite în orice număr de dimensiuni. În trei dimensiuni, un apeirogon elicoidal trasează o elice și poate fi fie pe stânga, fie pe dreapta.

#### Poliedre infinite nealiniate
Există trei apeiroedre nealiniate regulate, care arată ca un burete de poliedre:
- 6 pătrate în jurul fiecărui vârf, simbol Coxeter {4,6|4};
- 4 hexagoane în jurul fiecărui vârf, simbol Coxeter {6,4|4};
- 6 hexagoane în jurul fiecărui vârf, simbol Coxeter {6,6|3}.

Există treizeci de apeiroedre regulate în spațiul euclidian. Acestea includ pe cele enumerate mai sus, precum și (în plan) politopuri de tip: {∞,3}, {∞,4}, {∞,6} și în spațiul tridimensional, amestecuri ale acestora fie cu un apeirogon, fie un segment și apeiroedre tridimensionale „pure” (12 la număr).